# Andy Clyde
Andy Clyde (ur. 25 marca 1892, zm. 18 maja 1967) – szkocki aktor filmowy i telewizyjny.

## Filmografia
seriale
- 1953: The Pepsi-Cola Playhouse
- 1955: Gunsmoke jako Poney Thompson
- 1957: The Real McCoys jako George MacMichael
- 1959: Lock Up jako szeryf Tom Hurley
- 1960: The Tall Man jako Ojczulek McBean

film
- 1921: On a Summer Day
- 1924: Smile Please
- 1924: His New Mamma jako ojciec farmera
- 1927: Smith’s Surprise
- 1934: The Little Minister jako Wearyworld The Policeman
- 1946: Zielone lata jako Saddler Boag
- 1963: Dźwięk śmiechu jako mężczyzna z uszkodzonym parasolem

## Wyróżnienia
Posiada swoją gwiazdę na Hollywoodzkiej Alei Gwiazd.